# Принц Паябуса-вакэ
Принц Паябуса-вакэ или Хаябуса-вакэ (波夜夫佐和気 (яп. Хаябуса-вакэ)) (隼別皇子); IV—V век — ок. 423 года) — древнеяпонский поэт. Его стихи включены в древнюю священную книгу «Кодзики».
Принц Хаябуса-вакэ (или, др. яп., Паябуса-вакэ) был сводным братом и мужем Мэдори, младшей сестры Императора Нинтоку, называемого О-садзаки, а также сводным братом самого императора, в середине правления которого [около 423 года по исправленной хронологии] участвовал в заговоре. Он и его жена были казнены как зачинщики этого заговора.